# Сеобе (филм)
Сеобе (фр. Migrations) је југословенско-француски филм снимљен 1989. године. Режирао га је Александар Петровић који је, у сарадњи са Жаком Дониолом Валкрозом (фр. Jacques Doniol-Valcroze) написао и сценарио по истоименом роману Милоша Црњанског. Ово је Петровићево последње остварење. Главне улоге играју француски глумци, а у току продукције снимљена је синхронизација говора на српски језик. Филм је приказан на бројним домаћим фестивалима, као и на иностраним у Монтреалу (1994) и Паризу (2017).
Филм Сеобе сматра се, с обзиром на уложена средства и угледна глумачка имена, једним од најамбициознијих пројеката југословенске кинематографије. Међутим, његову реализацију пратили су бројни спорови. Иако завршен 1989. године, премијерно je приказан тек 1993. у Француској, а у Београду априла 1994, четири месеца пре смрти Александра Саше Петровића. Незваничну премијеру, у присуству Александра Петровића, стицајем околности филм је доживео у француском граду Сен Мало маја 1993. у оквиру Интернационалног фестивала књиге и филма Чудни путници.
Француска верзија филма дигитално је рестаурирана. У Србији је приказана 2023. године, на 51. Фесту,  у оквиру програмске селекције Фест класик.

## О филму
Занимљиво је да је Александар Петровић још као студент планирао да Сеобе буду његов први играни филм. Ту своју жељу изнео је и Милошу Црњанском, у писму које му је послао док је овај још живео у Лондону. Одговор који је добио разочарао га је — Црњански му је предложио да ипак прво екранизује његов роман Кап шпанске крви или Конак. Међутим, по повратку у Југославију и он је схватио да управо Сеобе треба екранизовати и да је управо Саша Петровић режисер који то треба да уради. Прве договоре са телевизијским студијима Петровић је започео још 1984. и већ тада се говорило да ће то бити највећи телевизијски пројект у тадашњој Југославији, чији ће буџет надмашити и буџет веома захтевне серије о Вуку Стефановићу Караџићу. Пред Сашом Петровићем је био задатак да сними десет сати програма — телевизијски филм у трајању од два сата, по роману Сеобе (из 1929) и осам једночасовних епизода ТВ серије по роману Друга књига Сеоба. За реализацију овог подухвата било је предвиђено две године рада. Како би обезбедио финансијска средства за овај велики пројекат, Александар Петровић обратио се и тадашњем министру културе Француске. Проналажењу француских партнера допринео је и први превод романа Сеобе на француски језик, који је међу читалачком публиком доживео велики успех.
Поред угледне глумачке екипе, састављене од страних и домаћих глумаца, за реализацију филма ангажовани су и други познати и признати филмски стручњаци. Сниматељ је био Игор Лутер, познат по раду на филму Лимени добош и сарадњи са Анджејом Вајдом на филму Дантон. Маске су радили Франтишек Чижек, добитник Оскара за маску у филму Амадеус и Ержебет Ковач, добитница две Златне арене за маску у филмовима Вариола вера и Игмански марш.
Снимање филма почело је у августу 1987. године. Прве сцене снимљене су у мочварама Копачког рита (Хрватска).

### Спорења
Снимање филма започето је са непотписаним уговорима са иностраним партнерима, како онима из Француске тако и другим, из Чехословачке и Совјетског Савеза. Правни спорови пратили су филм до краја, па се зато као године када се филм званично појавио помињу чак четири: 1988, 1989, 1993. и 1994. Ниједна од њих није сасвим тачна, али с обзиром шта се дешавало са пројектом, ни потпуно нетачна. Прва верзија филма била је завршена 1988. и требало је да филм буде премијерно приказан 1989. године, када је филм требало да отвори Кански филмски фестивал. Због тога се ова година најчешће појављује као година производње Сеоба. До приказивања није дошло због легалног спора између француских продуцената у Паризу.
Једна од првих незваничних премијера уприличена је у француском градићу Сан Мало 1993. године. Интересовање за Сеобе је после првих натписа у француској штампи нагло порасло. Дирекција канског фестивала је одлучила да направи омаж Александру Петровићу и у специјалном програму прикаже његово најновије остварење. И поред званичне најаве каталогу Канског фестивала 1994. године, пројекција ипак није одржана, јер су се поново неочекивано актуелизовали проблеми са односима француских и југословенских продуцената.
Без обзира на константне потешкоће, Петровић је завршио верзију филма на српском. Великим трудом и изузетном упорношћу пред сам крај живота успео је да пронађе начин да из лабораторије у којој је филмски материјал био блокиран ослободи део материјала који је искористио да уради српску верзију и пронађе финансијера за тај пројекат. Српска верзија филма премијерно је приказана 28. априла 1994. у Сава центру у Београду.

### Сеобе 2 — телевизијска серија
Рад на серији, која је требало да има 8 епизода и прати радњу романа Друга књига Сеоба, прекинут је због продукционих и финансијских тешкоћа — велике пауза у раду, промене руководства у Радио-телевизији Србије као једном од продуцената, спорови са иностраним партнерима. Оригинална верзија од осам епизода завршена је била 70% и остало је неснимљених око два сата. Прве две епизоде су завршене и емитоване 1995. Редитељ је све што је снимио од наредних шест наставака одмах и монтирао.
Занимљиво је да је у овом наставку Александар Петровић и за себе изабрао улогу. У две епизоде серије он игра руског амбасадора грофа Кајзерлинга.

## Синопсис
Роман Сеобе, према коме је филм рађен, може се  класификовати као историјски роман, у коме Црњански драматизује тежак живот Срба који су током 18. века побегли из Отоманског царства и населили се на територији данашње Војводине. Срби који су пристизали у Војводину формирали су војне пукове да би се под аустријском командом борили против Османлија. Међутим, они се нису нашли добродошлим ни у аустријској царевини, где су били добродошли док жртвују своје животе као војници за интересе Хабзбуршке империје. Свесни ове незавидне позиције, они почињу да сањају о емиграцији у Русију – царевину коју сматрају својом. Те снове је инспирисао тестамент руског цара Петра Великог, који је говорио да Русија мора да се брине за своју словенску „браћу и сестре” који пате под Османлијским јармом.
Радња филма Сеобе прати судбине српских војника и официра у служби Хабзбуршке монархије крајем 18. века. Тема великих сеоба Срба приказана је кроз војни поход мајора Вука Исаковича (Автандил Махарадзе) на челу Славонско-подунавског пука, од пролећа 1744. до пролећа следеће године. Упоредо са ратним дешавањима развија се недозвољена и страсна љубавна веза чиме се креирају два паралелна, али нераздвојна тока приче. Главни лик романа и филма је официр Вук Исакович, а његов лик је супротстављен свом антиподу — млађем брату, трговцу Аранђелу Исаковичу (Ришар Бери). Динамика међу њима одсликава симболичну двојност унутар једне нације. Главни женски лик је Вукова супруга Дафина (Изабел Ипер) коју он, када крене у рат, оставља у кући свога брата, који се временом заљуби у њу. Други ток драме прати ову очајничку и пасионирану љубав између Аранђела и Дафине, која се несрећно завршава њеним дугим боловањем и смрћу.
Александар Петровић није у филму сасвим доследно испратио радњу романа Милоша Црњанског. У роману, Вук Исакович се жив враћа кући из рата, док је ова епизода у филму искључиво Петровићева — Вук Исакович бива убијен, односно кажњен због својих превеликих амбиција, чиме редитељ потенцира недостатке његовог карактера и озбиљност његових заблуда.

## Улоге
| Глумац                   | Улога                                 |
| ------------------------ | ------------------------------------- |
| Автандил Махарадзе       | Вук Исакович                          |
| Изабел Ипер              | Дафина Исакович                       |
| Ришар Бери               | Аранђел Исакович                      |
| Бернар Блије             | опат Жоржел                           |
| Драган Николић           | Павле Исакович                        |
| Предраг Мики Манојловић  | Арнолд де Сабрант                     |
| Раде Марковић            | Карло Лотариншки                      |
| Петар Божовић            | Фелдмаршал Јохан Леополд фон Бернклау |
| Љубомир Ћипранић         | Секула                                |
| Јелица Сретеновић        |                                       |
| Добрица Јовановић        |                                       |
| Јован Јанићијевић Бурдуш |                                       |
| Ружица Сокић             |                                       |
| Аљоша Вучковић           |                                       |
| Драгана Југовић          |                                       |

Остале улоге  ▼
| Глумац                   | Улога                   |
| ------------------------ | ----------------------- |
| Стојан Столе Аранђеловић |                         |
| Бранислав Цига Јеринић   |                         |
| Тихомир Плескоњић        |                         |
| Ивица Пајер              |                         |
| Слободан Новаковић       |                         |
| Милан Цаци Михаиловић    |                         |
| Лазар Бараков            |                         |
| Младен Крстевски         |                         |
| Марија Шипка             |                         |
| Миодраг Кривокапић       | Вук Исаковић (глас)     |
| Бранислав Лечић          | Аранђел Исаковић (глас) |
| Владислава Милосављевић  | Дафина Исаковић (глас)  |

## Награде и фестивали
- 13. Филмски фестивал Сопот (1994) — Повеља Космаја за учешће
- Међународни филмски фестивал на Палићу (1994)
- 8. Филмски фестивал у Херцег Новом (1994 — ван конкуренције)
- Фестивал филмског сценарија у Врњачкој Бањи (1994)
- Међународни филмски фестивал у Монтреалу (енгл. Montreal International Film Festival; 1994 — ван такмичарског дела)
- 29. Фестивал глумачких остварења Филмски сусрети у Нишу (1994)
- 27. Фестивал југословенског филма у Аранђеловцу (1994)
- Новосадска арена 94 (1994) — Почасна арена Александру Петровићу
- 19. Смотра нових домаћих филмских остварења Мојковачка филмска јесен (1994)
- Фестивал Европа око Европе у Паризу (фр. L'Europe autour de l'Europe), у оквиру програмске селекције Нови погледи на љубав и на рат (2009)
- Интернационални Филмски Фестивал Синема сити у Новом Саду – Омаж домаћем аутору Александру Саши Петровићу (2009)[9]
- Фестивал Европа око Европе у Паризу (2017)
- 51. ФЕСТ, у оквиру програмске селекције Фест класик (2023)[10]

Стицајем околности филм је приказан у мају 1993. на Интернационалном фестивалу књиге и филма Чудни путници (Festival international du livre et du film Etonnants Voyageurs à Saint Malo) у француском граду Сен Мало, што је уједно била и незванична премијера у присуству Александра Петровића.

## Културно добро
Југословенска кинотека је, у складу са својим овлашћењима на основу Закона о културним добрима, 28. децембра 2016. године прогласила сто српских играних филмова (1911–1999) за културно добро од великог значаја. На тој листи се налази и филм Сеобе.